# Juhász Árpád (festő)
Juhász Árpád (Zombor, 1863. június 29. – Budapest, 1914. május 30.) festő, iparművész.

## Élete
Pályáját hivatalnokként kezdte, majd 1890-ben elvégezte a budapesti Mintarajziskolát. Képzőművészeti tanulmányait 1894–1897 között Lotz Károly növendékeként folytatta. 1905-ben Gödöllőre költözött, s az egy évvel azelőtt megalakult gödöllői művésztelep tagja lett.
Édesapja szabómester, édesanyja Koháry Kanyó Krisztina.

## Munkássága
Munkásságában kiemelkednek a matyó és az erdélyi népviseletekről, népi díszítőművészeti motívumokról készített, néprajzi vonatkozású tusrajzai és akvarelljei. Ő illusztrálta többek között Malonyay Dezső többkötetes népművészeti vállalkozását, de Kőrösi László egyiptomi művészettörténeti könyvét is. Emellett jelentősek tájképei és szecessziós meseillusztrációi is. Munkáinak egy részét a gödöllői Helytörténeti Gyűjteményben és a Magyar Nemzeti Galériában őrzik, de művei budapesti és soproni iskolák falfestményeiként is fennmaradtak.